# Llamada de bases
La llamada de bases es el proceso de asignar bases nucleicas a picos de cromatograma. Un programa informático para realizar este trabajo es Phred base-call, que es un programa de software de basecalling ampliamente utilizado por los laboratorios de secuenciación de ADN académicos y comerciales debido a su alta precisión de llamada base.